# Real Betis Baloncesto
Il Real Betis Baloncesto o Real Betis Energia Plus è una squadra professionistica di pallacanestro della città di Siviglia, Andalusia, Spagna che gioca nella Liga ACB.

## Storia
Il Club Baloncesto Sevilla nacque nel 1987 quando un'entità giuridica della città di Siviglia acquisì i diritti sportivi del Dribling Madrid. Nella stagione 1987-88 il CB Sevilla militò nella Primera Division B. In quell'anno riuscì ad arrivare ai playoff-promozione per la Liga ACB ma venne eliminato dal Mayoral Maristas. L'anno successivo il CB Sevilla riuscì a conquistare la promozione battendo il Lagisa Gijón e il Syrius Patronato de Mallorca. Nel 1992-1993 si classificò al quinto posto nella Liga ACB riuscendo a qualificarsi per la Coppa Korać per la stagione successiva. Nel 1995-96 e nel 1998-99 arrivò in finale scudetto ma venne battuto, entrambe le volte, dal FC Barcelona.
Nell'anno 2016-2017 si fuse in una polisportiva con la squadra calcistica del Real Betis Balompié, assumendo la denominazione di Real Betis Baloncesto.

## Palmarès

### Competizioni nazionali
- Liga LEB Oro: 1

2018-2019
- Copa de Andalucía: 4

1997, 1998, 1999, 2005
- Copa Princesa de Asturias: 1

2019

## Roster 2021-2022
Aggiornato al 24 agosto 2021.
|    | Naz.                                                  | Ruolo | Sportivo           | Anno | Alt. | Peso | Note |
| -- | ----------------------------------------------------- | ----- | ------------------ | ---- | ---- | ---- | ---- |
| 0  | Trinidad e Tobago (bandiera) · Stati Uniti (bandiera) | G     | Khadeen Carrington | 1995 | 193  | 88   |      |
| 10 | Spagna (bandiera)                                     | AP    | Pablo Almazán      | 1989 | 200  | 86   |      |
| 13 | Lettonia (bandiera)                                   | G     | Dairis Bertāns     | 1989 | 193  | 91   |      |
| 16 | Svezia (bandiera) · Spagna (bandiera)                 | AG    | Nick Spires        | 1994 | 210  | 98   |      |
| 18 | Montenegro (bandiera) · Spagna (bandiera)             | C     | Marko Todorović    | 1992 | 208  | 112  |      |
| 21 | Francia (bandiera)                                    | AP    | Ibrahim Magassa    | 2002 | 203  | 100  |      |
|    | Stati Uniti (bandiera) · Nigeria (bandiera)           | C     | Danny Agbelese     | 1990 | 206  | 107  |      |
|    | Belgio (bandiera)                                     | A     | Vrenz Bleijenbergh | 2000 | 208  | 95   |      |
|    | Stati Uniti (bandiera)                                | A     | Vitto Brown        | 1995 | 203  | 107  |      |
|    | Georgia (bandiera) · Spagna (bandiera)                | AG    | Beka Burjanadze    | 1994 | 201  | 118  |      |
|    | Stati Uniti (bandiera)                                | P     | Shannon Evans      | 1994 | 185  | 78   |      |
|    | Spagna (bandiera)                                     | P     | Pepe Pozas         | 1992 | 182  | 85   |      |

### Staff tecnico
| Allenatore: | Luis Casimiro                          |
| Assistente: | Javier Carrasco, Antonio Pérez Caínzos |

## Allenatori
- 1990-1991  José Alberto Pesquera
- 1991-1992  José Alberto Pesquera
- 1992-1993  José Alberto Pesquera
- 1993-1994  José Alberto Pesquera
- 1994-1995  José Alberto Pesquera
- 1995-1996  Aza Petrović
- 1996-1997  Aza Petrović
- 1997-1998  Salva Maldonado (fino alla giornata 25) e  José Alberto Pesquera (dalla 26ª giornata)
- 1998-1999  Javier Imbroda
- 1999-2000  Javier Imbroda
- 2000-2001  Javier Imbroda (fino alla giornata 27) y  Javier Fijo (dalla 28ª giornata)
- 2001-2002  Marco Crespi
- 2002-2003  Gustavo Aranzana
- 2003-2004  Gustavo Aranzana
- 2004-2005  Velimir Perasović (fino alla giornata 22),  Javier Fijo (giornata 23) e  Óscar Quintana (desde la 24ª jornada)
- 2005-2006  Javier Fijo (fino alla giornata 7) e  Manel Comas (dalla 8ª giornata)
- 2006-2007  Manel Comas (fino alla giornata 22) e  Moncho López (dalla 23ª giornata)
- 2007-2008  Rubén Magnano (fino alla giornata 17) e  Manel Comas (dalla 18ª giornata)
- 2008-2009  Manel Comas (dalla giornata 9),  Angel Jareño (giornata 10) e  Pedro Martínez Sánchez (dalla 11ª giornata)
- 2009-2010  Joan Plaza
- 2010-2011  Joan Plaza
- 2011-2012  Joan Plaza
- 2012-2013  Aíto García Reneses
- 2013-2014  Aíto García Reneses
- 2014-2015  Scott Roth
- 2015-2016  Luis Casimiro
- 2016-2017  Žan Tabak
- 2017-oggi  Alejandro Martínez

## Piazzamenti

### Competizioni europee
- 1993-94 Coppa Korać: Eliminato negli ottavi di finale.
- 1994-95 Coppa Korać: Eliminato negli ottavi di finale.
- 1996-97 Eurolega: Eliminato negli ottavi di finale.
- 1999-2000 Eurolega: Eliminato nella seconda fase preliminare.
- 2000-01 Coppa Saporta: Eliminato negli ottavi di finale.